# 강세혁
강세혁(한국 한자: 剛世奕, 2002년 10월 23일 ~ )은 대한민국의 축구 선수이며, 포지션은 공격수이다.

## 유소년 시절
2020년 K리그 유스 챔피언십에서 4경기 3득점을 기록했으며, '제44회 문체부장관기 전국 고등학교 축구대회에서는 6경기에 나서 팀의 2년만 4강 진출에 큰 기여를 하며 대전의 차세대 공격수로 주목 받았다.

## 플레이 스타일
대전 하나 시티즌의 유스팀인 충남기계공업고등학교 축구부의 오세종 감독은 빠른 속도를 활용한 개인 기술과, 득점력에 강점을 지닌 선수라고 강세혁 선수를 평가하였다.

## 기타
현재 동생은 FC 서울 유스 소속으로 연령별 대표팀에서 활약 중이다.